# Guizygiella
Guizygiella is een geslacht van spinnen uit de  familie van de Tetragnathidae (Strekspinnen).

## Soorten
- Guizygiella guangxiensis (Zhu & Zhang, 1993)
- Guizygiella indica (Tikader & Bal, 1980)
- Guizygiella melanocrania (Thorell, 1887)
- Guizygiella nadleri (Heimer, 1984)
- Guizygiella salta (Yin & Gong, 1996)
- Guizygiella shivui (Patel & Reddy, 1990)